# Leonne Zeegers
Leonarda Josefina Maria (Leonne) Zeegers (Swalmen, 1 maart 1961) is de eerste persoon in Nederland van wie het juridisch geslacht in de Basisregistratie Personen en het paspoort veranderd is in een X (voor genderneutraal). De wijziging vond plaats op vrijdag 19 oktober 2018. Zeegers is intersekse en non-binair, en heeft geen voorkeur voor bepaalde persoonlijke voornaamwoorden. In mei 2018 kwam Zeegers voor het eerst in het nieuws, toen er door een Limburgse rechtbank besloten werd dat het geslacht in hun geboorteakte veranderd mocht worden naar iemand bij wie bij de geboorte het geslacht niet kon worden vastgesteld. In oktober 2018 ontving die als eerste volwassen Nederlander een paspoort zonder geslachtsaanduiding.

## Biografie
Zeegers werd geboren op een boerderij in het Limburgse Swalmen. Bij de geboorte bleek die intersekse; die had zowel mannelijke als vrouwelijke primaire geslachtskenmerken. Dit was voor hun ouders geen onbekend fenomeen, aangezien er op de boerderij regelmatig kalfjes of geitjes werden geboren met een vergelijkbare geslachtsvariatie. Hun ouders besloten hen als jongetje te registreren bij de burgerlijke stand, met de naam Leon. Als kind voelde die zich al meer een meisje dan een jongen. Tijdens de puberteit ontwikkelde die geen mannelijke secundaire geslachtskenmerken, maar die kreeg wel borstvorming. Uiteindelijk liet die hun beide borsten amputeren, trouwde met een vrouw en kreeg een zoon. In 2001 onderging Zeegers meerdere operaties om lichamelijk een vrouw te worden. Die veranderde hun naam naar Leonne, ging vrouwelijke geslachtshormonen gebruiken en veranderde officieel hun geslacht naar 'vrouwelijk'. 

## Strijd voor genderneutraliteit
Rond haar 55e besloot Zeegers dat die niet langer wilde kiezen tussen man of vrouw zijn. Hierdoor kwam die meerdere keren in de problemen met de gemeente, die vanwege het ontbreken van de juiste gegevens onder andere hun uitkering schorste. Na een twee jaar lange rechtszaak besloot de rechtbank van Roermond echter dat het geslacht in hun geboorteakte veranderd mocht worden naar genderneutraal. In het Europees Verdrag voor de Rechten van de Mens (ERVM) staat immers dat er een redelijke balans moet zijn tussen het maatschappelijk belang en het belang van het individu. De Roermondse rechter oordeelde dat in dit geval het recht op zelfbeschikking en autonomie zwaarder weegt dan het algemeen belang - wat in principe het naleven van de wet inhoudt. In oktober 2018 ontving Zeegers in het stadskantoor van Breda als eerste volwassen Nederlander een paspoort met X/X op de plek waar normaal V/F (voor vrouw/female) of M/M (voor man/male) staat. Zeegers heeft zelf aangegeven dat die de voornaamwoorden hij/hem en zij/haar allebei niet als beledigend ervaart.
De staatssecretaris van Binnenlandse Zaken Raymond Knops (CDA) zei naar aanleiding van de rechterlijke uitspraak dat hij genderneutraliteit wettelijk mogelijk wilde maken. In 2019 stelde hij wetgeving uit en verklaarde hij internationale ontwikkelingen af te willen wachten.
In 2019 werd naar aanleiding van een motie van D66 een onderzoek gestart naar de mogelijkheden voor het afschaffen van verplichte geslachtsregistratie.